# Lesdain
Lesdain är en kommun i departementet Nord i regionen Hauts-de-France i norra Frankrike. Kommunen ligger i kantonen Marcoing som tillhör arrondissementet Cambrai. År 2022 hade Lesdain 448 invånare.

## Befolkningsutveckling
Antalet invånare i kommunen Lesdain
| Referens: INSEE |